# Antoon van Welie
Johannes Antonius (Antoon) van Welie (Afferden (Gelderland), 18 december 1866 - Den Haag, 24 september 1956) was een Nederlands schilder, tekenaar, (muur)schilder van genrekunst en portretten.

Zijn werk wordt gerekend tot de stromingen symbolisme, luminisme en postimpressionisme. Hij was leraar van Jan Bogaerts en Antonie Lewin.

## Leven en werk
Antoon van Welie was aan het begin van de twintigste eeuw zowel in Nederland als in het buitenland een beroemd portretschilder. Hij kreeg zijn opleiding in België en behaalde zijn eerste successen in Parijs. Vervolgens nam zijn carrière een vlucht. Hij woonde beurtelings in Parijs, Londen en Rome, waar hij een tijdlang een atelier bezat in Vaticaanstad. In Nederland werd Den Haag zijn stad. Zijn Haags atelier en zijn portret van Louis Couperus zijn verwoest tijdens het abusievelijk bombardement op het Bezuidenhout door de Royal Air Force in 1945. Later woonde hij aan de Laan Copes van Cattenburch waar nu het politiebureau staat. Dat deel heet nu Burgemeester Patijnlaan.
In Den Haag schilderde Van Welie portretten van bekende staatslieden, kunstenaars, leden van het Koninklijk Huis en andere leden van de aristocratie. Daarnaast maakte hij ook  symbolistisch werk. Hij werd zozeer door eminente persoonlijkheden als acteurs, schrijvers, geestelijken en prominenten uit de wereld van de diplomatie gewaardeerd dat de Franse kunstcriticus Camille Mauclair bij zijn leven een monografie aan hem wijdde.
Van Welie was Ridder in het Legioen van Eer (1921) en Officier in de Orde van Oranje-Nassau (1927).
In 2003 (19 juni tot 16 november) was er in het Louis Couperus Museum en Museum Mesdag in Den Haag een dubbeltentoonstelling over Van Welie. Van 14 april tot 12 augustus 2007 wijdde het Museum Het Valkhof te Nijmegen een tentoonstelling aan de schilder.